# Crise de la masculinité
 (décembre 2018).
Si vous disposez d'ouvrages ou d'articles de référence ou si vous connaissez des sites web de qualité traitant du thème abordé ici, merci de compléter l'article en donnant les références utiles à sa vérifiabilité et en les liant à la section « Notes et références ».
Pour un article plus général, voir Masculinisme (idéologie).
La crise de la masculinité est une conception qualifiant un ensemble de doutes et de remises en cause du rôle traditionnel des hommes depuis quelques décennies, en particulier par refus de l'égalité entre les sexes, notamment depuis la libération sexuelle et la libération de la femme qu'auraient permises la généralisation de la contraception et la légalisation de l'avortement dans certains pays. Ces mouvements auraient entraîné une redéfinition dialectique du rôle social des individus de sexe masculin à l'origine d'une évolution des normes attachées à la virilité et à la paternité, notamment.
Toutefois, la « crise de la masculinité » est ancienne et récurrente et tend à se réactualiser depuis des siècles.

## Une crise hypothétique?
Selon le chercheur en sciences sociales Francis Dupuis-Déri, la « crise de la masculinité » est un thème récurrent dans les ouvrages traitant de la masculinité qu'il interprète comme « un refus de la part des hommes de l’égalité et leur réaffirmation de l’importance d’une différence hiérarchique entre les sexes. » Ainsi, il la qualifie de « mythe tenace », étant donné les relations de domination entre les hommes et les femmes qui continuent de se maintenir, et considère le thème d'une crise de la masculinité comme une rhétorique antiféministe.
Plusieurs chercheurs (dont Francis Dupuis-Déri) notent que l'idéologie n'est pas nouvelle et qu'il y aurait eu à répétition des résurgences de cette croyance depuis au moins cinq siècles en Occident, par refus de l'égalité entre les sexes. Certains notent que « le concept de "crise de la masculinité" est actuellement discuté et parfois contesté. »
De même, Georges Vigarello retrace la construction historique de cette conception dont les origines remontent jusqu'à l'Antiquité et montre que la latitude du discours de la crise de la masculinité est l'indice qu'il s'agit plus d'un discours que d'une crise objective.

## Origines de la crise

### Conséquence de la société de consommation?...
La journaliste et féministe Susan Faludi rejette l'hypothèse de la crise de la masculinité comme conséquence du féminisme et propose qu'elle est la conséquence de la société de consommation — « La consommation a envahi l'univers de la sexualité : le sexe commercialisé détruit tout sens de l'intimité, du secret. Dans l'économie moderne, les hommes, du moins ceux qui ne sont pas en haut de l'échelle, ne voient plus ce qu'ils produisent. Leur valeur n'est plus mesurée que par des faux-semblants : leur corps musclé, leur voiture, leur compte en banque… » — et du nihilisme qu'elle entraîne : « Les hommes n'ont plus le sentiment de participer à un projet qui dépasse leur petit monde. »

### … ou pure construction idéologique?
En 2004, la psychologue et professeure de psychologie sociale Pascale Molinier publie un article sur le thème de la « crise de la masculinité » qui a pour problématique « La débâcle du masculin est-elle un phénomène réel, ou s’agit-il d’une pure construction idéologique ? » Elle s'y intéresse à la souffrance et aux difficultés des hommes « dans un monde où le travail, central dans la construction de l’identité masculine, change, se précarise et n’est plus tant vécu comme une valeur mais comme une faveur », selon le texte introduisant l'article.
Elle revient sur les années 1980 et 1990 avec des changements de points de vue et de discours : d'une humanité gagnant (pour chacun des genres) de l'évolution des relations entre les genres avec davantage d'égalité, aux critiques dénonçant une forme d'émasculation des hommes due à l'émancipation des femmes ; elle note que « même lorsqu’il se pare de nuances, le fond du discours sur la crise de la masculinité est masculiniste, c’est-à-dire conservateur des prérogatives des hommes. » Elle se penche sur les difficultés des hommes, sans occulter qu'hommes et femmes n'ont pas forcément acquis une égalité dans les faits et que les femmes subissent certaines difficultés davantage que leurs homologues masculins (elles ont en 2004, un risque de chômage plus élevé et sont davantage touchées par la précarité et les bas salaires).
Elle souligne qu'il y a « une mise à mal du socle de l’identité masculine qui, celle-ci, n’a aucun rapport avec les conquêtes féministes, mais trouve son origine dans les nouvelles formes d’organisation du travail. » Selon elle, en France, c'est culturellement par leur activité que se définissent et sont définis les hommes (au sens de personne de genre masculin), ce qui fait que lorsqu'il y a souffrance au travail ou chômage, santé et identité risquent d'être impactés. Elle attribue à certaines organisations du travail le fait d'utiliser des conduites managériales ou de provoquer des situations menant à « des conduites de soumission qui attaquent le socle de la virilité, le sentiment d'être un homme. »
Elle indique que certaines pratiques managériales amènent une dissolution des collectifs dans le travail, entraînant en même temps davantage de jugement moral sur l'individu seul. Or, le jugement porté sur la personne et non sur ce qu'elle fait est qualifié par la psychologue comme étant plus souvent le point de vue classique donné sur une femme (selon elle, traditionnellement qualifiée par son être) et non sur un homme (traditionnellement qualifié par son activité). Les changements des conditions de travail amènent aussi à une perte de repères qui peut faire perdre la confiance en ses capacités dans son travail. Dans certains milieux professionnels, les « ressources symboliques de la virilité » permettent par ailleurs de contribuer à se défendre contre certaines difficultés : par exemple la règle défensive de ne pas dire sa peur ou ses doutes dans un collectif masculin permet de contribuer à un déni de perception alors protecteur quant à un risque et une peur liés au travail ; la perception s'en trouve modifiée et le travail peut être fait sans trop de danger pour la santé mentale, même si le risque initial subsiste. Le sentiment de vulnérabilité induit par les changements d'organisation du travail et de certaines attentes (moins de sentiment de travail bien fait et de sentiment de reconnaissance), devient dicible.
Enfin, Pascale Molinier indique son souci pour les périls qu'elle recense et l'importance du travail pour l'identité, la santé et la civilisation, quel que soit le genre de la personne.

### Masculinismevsféminisme
Mélissa Blais (sociologue) et Francis Dupuis-Déri (politologue) écrivent, en 2012, qu'un aspect particulier de l'antiféminisme se développe sous la forme du masculinisme, dont « le discours affirme que les hommes sont en crise à cause de la féminisation de la société (en) ».
Selon eux, « il apparaît tout à fait ridicule (et scandaleux) d’affirmer que le féminisme est allé trop loin et que les hommes sont aujourd’hui sous le contrôle des féministes en particulier et des femmes en général. »

## Dans des pays non-occidentaux

### Au Moyen-Orient
Dans une étude menée en Égypte, Maroc, Liban, Palestine sur 4 937 femmes et 4 830 hommes de 18 à 59 ans vivant dans des zones urbaines et rurales et représentatifs de la démographie nationale respective des pays sélectionnés, la journaliste Shereen El Feki conclut qu'une crise de la masculinité est également en cours dans le Monde arabe[source insuffisante]. En particulier, elle attribue cette crise au rôle traditionnel de l'homme « aux conflits, au chômage, aux déplacements, à l'exil ou encore à l'emprisonnement alors que la pression sur les hommes pour subvenir aux besoins de leur famille […] ne se relâche pas. »